# Ramon Andersson
Ramon Andersson né le 20 mars 1963, est un kayakiste australien pratiquant la course en ligne.

## Palmarès

### Jeux olympiques de canoë-kayak course en ligne
- 1992 à Barcelone, (Espagne)
  -  Médaille de bronze en K-4 1000 m avec Kelvin Graham, Ian Rowling et Steven Wood[1].

### Championnats du monde de canoë-kayak course en ligne
- 1991 à Paris, France
  -  Médaille d'argent en K-1 200 m